# Eilema destriata
Eilema destriata är en fjärilsart som beskrevs av Max Wilhelm Karl Draudt 1914. Eilema destriata ingår i släktet Eilema och familjen björnspinnare. Inga underarter finns listade i Catalogue of Life.